# Rue de Grenelle-Saint-Honoré
Pour les articles homonymes, voir Grenelle et Saint-Honoré.

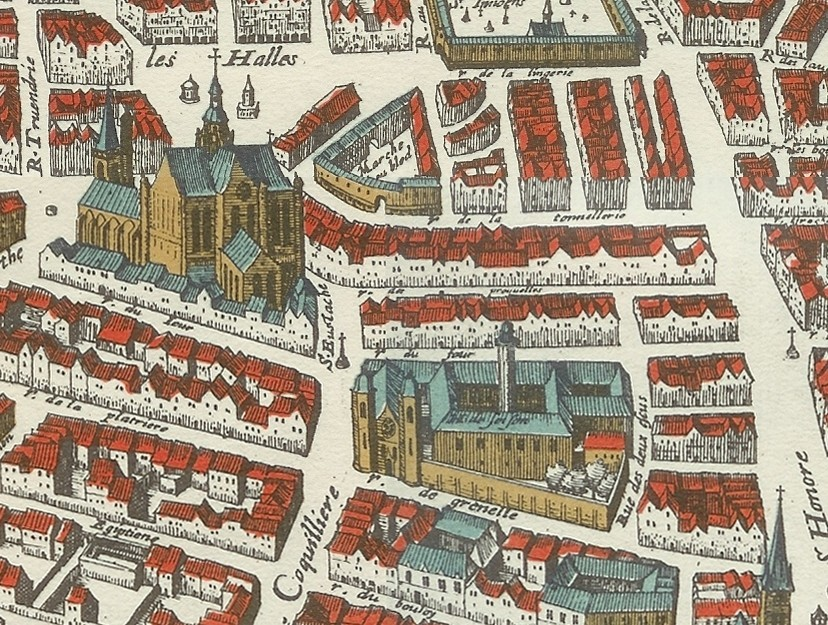
La « rue de Grenelle » et la « rue de la Plâtrière » en 1615, extrait du plan de Mérian.

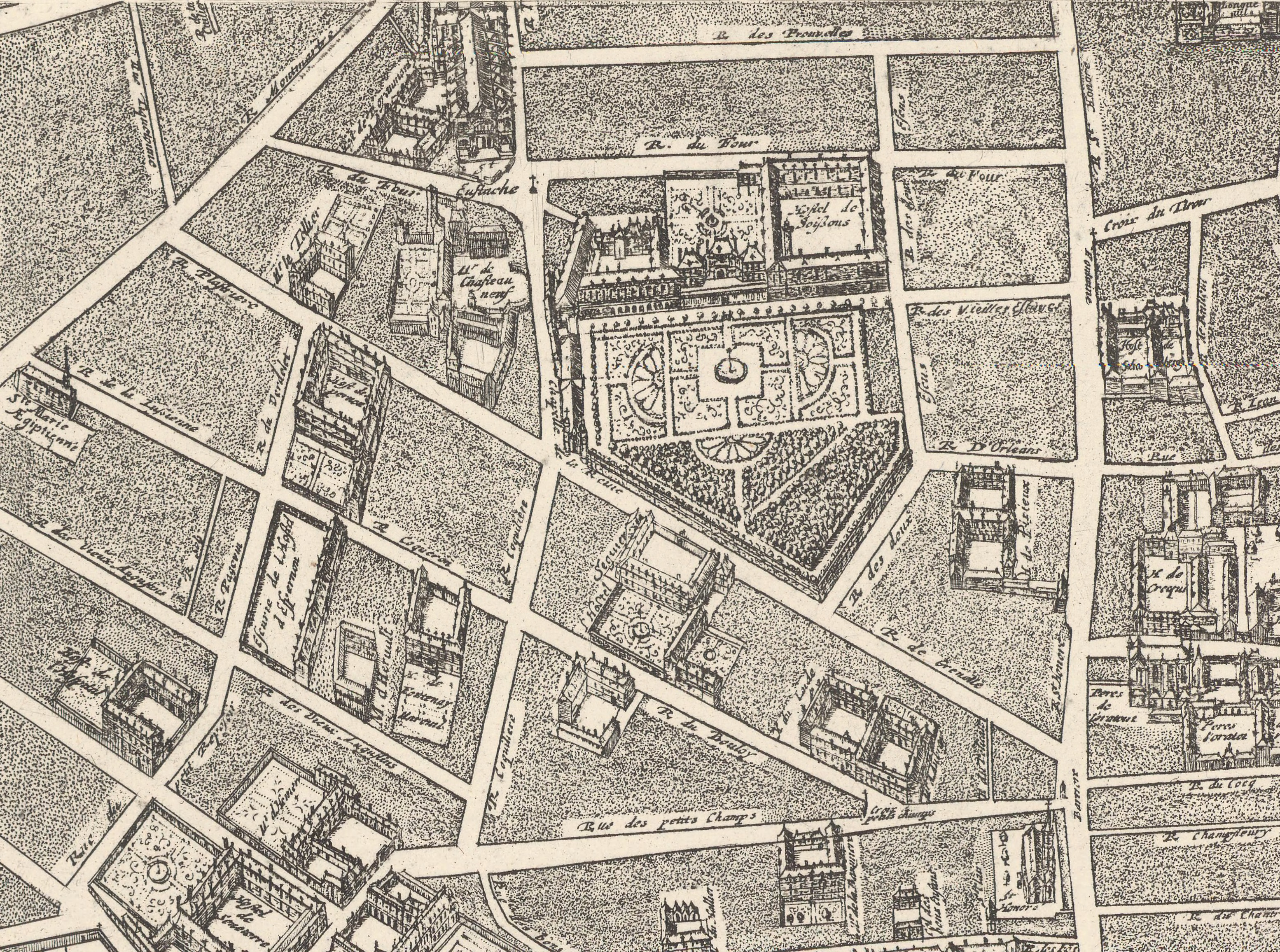
Les rues et les hôtels particuliers du quartier Saint-Eustache en 1652, extrait du plan de Gomboust.

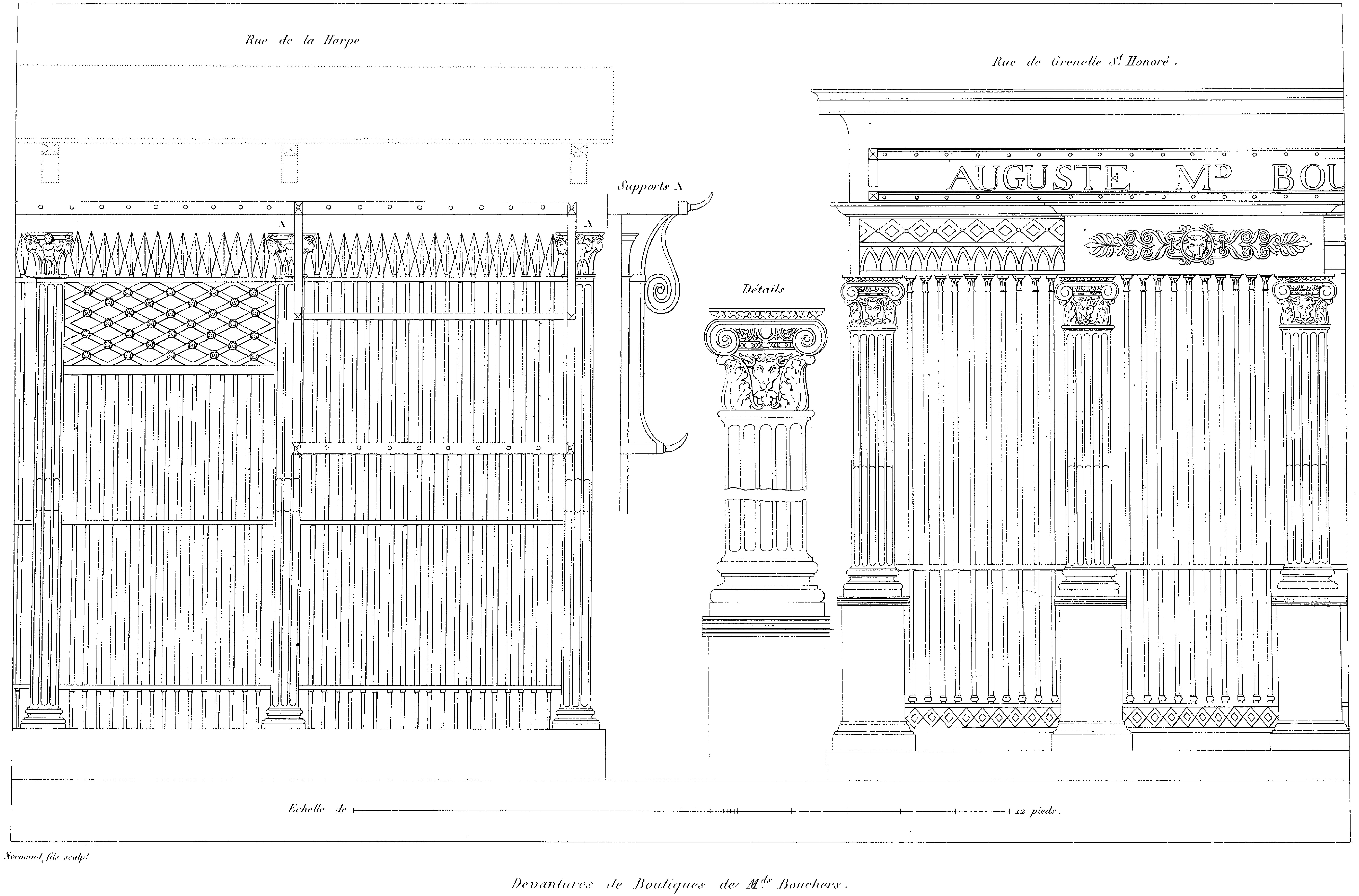
Devanture de boucherie rue de Grenelle-Saint-Honoré (à droite).

La rue de Grenelle-Saint-Honoré est une ancienne voie de Paris, en France. Depuis sa fusion, en 1868, avec la rue qui la prolongeait vers le nord, les deux voies portent le nom commun rue Jean-Jacques-Rousseau. 

## Situation et accès
Orientée sud-ouest-nord-est et parallèle à la rue du Bouloi (ouest) et à l'ancienne rue d'Orléans-Saint-Honoré (est), elle longe l'extra-muros du tracé de l'ancienne enceinte de Philippe Auguste, de l'emplacement de l'ancienne porte Saint-Honoré (rue Saint-Honoré) jusqu'à celui de l'ancienne porte Coquillière où elle débouche sur la rue du même nom, face à l'ancienne rue Plâtrière (partie nord de l'actuelle rue Jean-Jacques-Rousseau).

## Origine du nom
D'après Jean Favier, elle devait son nom à un dénommé Guernelles.

## Historique
Cette rue est parallèle à l'enceinte de Philippe Auguste. Elle est située hors les murs.
La voie porte divers noms au fil du temps : « rue de Guernelles », « rue Guarnelle », « rue Guarnales », « rue Garnelles », « rue de Guernelle-Saint-Honoré » et « rue de Grenelle-Saint-Honoré ». 
Elle est citée sous le nom de « rue de Grenelle », dans un manuscrit de 1636 dont le procès-verbal de visite, en date du 22 avril 1636, indique qu'elle est « salle, boueuse et remplie d'immundices et de plus avons particulièrement veu quantité de fumiers compiliez avec boues, qui arrestent le cours des eaues des ruisseaux ».
Elle est réunie à la rue Jean-Jacques-Rousseau en 1868.
Lors du percement de la rue du Louvre, un immeuble a été construit à l'emplacement de l'ancienne rue Grenelle, ce qui explique pourquoi les deux sections de la rue Jean-Jacques-Rousseau sont déconnectées.

## Bâtiments remarquables et lieux de mémoire
Sauf indication contraire, les numéros sont celles du numérotage actuel de la rue Jean-Jacques-Rousseau.
- Nos 20 et 20 bis (rue Jean-Jacques-Rousseau et actuels nos 11 et 13 rue du Louvre) : Hôtel Clérambault[4] (XVIIIe siècle), ancien hôtel particulier ayant abrité, vers 1858, l'hôtel meublé connu sous le nom d'« hôtel de l'Empereur »[5].
Vestiges de l'enceinte de Philippe Auguste, classés au titre des monuments[6], désenclavés depuis l'ouverture de la rue du Louvre où ils sont visibles.
- De fin 1749 à 1756, Jean-Jacques Rousseau et Thérèse Levasseur habitent au 4e étage de l'hôtel du Languedoc, situé dans la rue.
- Angle sud-est avec la rue Coquillière : chapelle de la Reine de l'hôtel de Soissons

Le Journal de Paris, premier journal quotidien français (1777) est situé « rue de Grenelle-Saint-Honoré, à l'ancien hôtel Grenelle, la troisième porte cochère à gauche, après la rue du Pélican, en entrant par la rue Saint-Honoré »[réf. nécessaire] (1780).